# Quercus phanera
Quercus phanera är en bokväxtart som beskrevs av Woon Young Chun. Quercus phanera ingår i släktet ekar, och familjen bokväxter. Inga underarter finns listade.